# Охотничье (Никопольский район)
Охотничье (укр. Охотниче) — село,
Криничеватский сельский совет,
Никопольский район,
Днепропетровская область,
Украина.
Код КОАТУУ — 1222982810. Население по переписи 2001 года составляло 116 человек.

## Географическое положение
Село Охотничье находится на расстоянии в 1,5 км от сёл Дружба, Томаковское и Лебединское.
По селу протекает пересыхающий ручей с запрудой.